# تابير جبلي
تابير جبلي (الاسم العلمي:Tapirus pinchaque) هو نوع من الحيوانات يتبع جنس التابير من فصيلة التابيرات.